# Hiperbolikus spirál

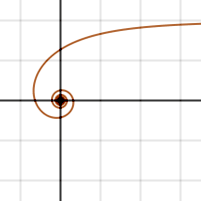
Hiperbolikus spirál (a=2 paraméterrel)

A hiperbolikus spirál egy síkgörbe. Polárkoordinátás egyenlete:
{\displaystyle r={\frac {a}{\theta }}},
ami az arkhimédészi spirál inverz függvénye. A pólustól végtelen távolságban kezdődik (θ nulla értékéhez r = a/θ végtelen tartozik), egyre „gyorsabban” és „gyorsabban” örvénylik, ahogy közeledik a pólus felé. A görbe bármely pontja és a pólus közötti távolság – a görbe mentén haladva – végtelen.
Az 
{\displaystyle x=r\cos \theta ,\qquad y=r\sin \theta ,}
transzformációs összefüggéseket alkalmazva megkapjuk az egyenletét a derékszögű koordináta-rendszerben: 
{\displaystyle x=a{\cos t \over t},\qquad y=a{\sin t \over t},}
ahol a t paraméter azonos a θ polárkoordinátával.
A spirálnak y = a (vagis az x tengellyel párhuzamos) aszimptotája van, ha t tart a nullához, akkor y tart a-hoz, és x tart a végtelenhez:
{\displaystyle \lim _{t\to 0}x=a\lim _{t\to 0}{\cos t \over t}=\infty ,}
{\displaystyle \lim _{t\to 0}y=a\lim _{t\to 0}{\sin t \over t}=a\cdot 1=a.}
Egy tetszőleges P pont görbületi sugara:
{\displaystyle \rho =r{({\frac {r^{2}}{a^{2}}}+1)}^{3/2}={\frac {a}{\theta }}{({\frac {\sqrt {1+\theta ^{2}}}{\theta }})}^{3}}
Az r sugár és az érintő szöge a
{\displaystyle \cos \alpha =-{\frac {1}{\sqrt {1+\theta ^{2}}}};}
vagy a
{\displaystyle \sin \alpha ={\frac {\theta }{\sqrt {1+\theta ^{2}}}};}
összefüggésből számítható.